# 여구
여구(黎球, ? ~ 911년/912년)는 오대십국 시대 초기의 군관으로, 911년 건주의 장관이었던 노연창을 살해하고 나서, 잠시 건주의 장관이 되었다. 그러나 그는 노연창의 자리를 차지한 지 얼마 되지 않아서 곧바로 사망하였다.

## 잠시건주를통치하다
여구의 출신 배경에 관해서는 알려진 바 없다. 911년, 당시 그는 건주자사 노연창의 휘하에서 백승군지휘사(百勝軍指揮使)로 있었다. (노연창의 아버지 노광조는 백승군방어사를 맡았었다. 그래서 아마도 이것이 여구가 노광조 휘하에서 계속 맡아왔던 직책이었을 것이다.)
그 해, 노연창은 사냥과 놀이를 하는 데 시간을 보내면서 그의 군대를 소외시켰다. 이러한 그의 행각으로 인해, 여구는 노연창을 암살하고 건주를 접수하였다. 그는 또한 노광조의 군사였던 담전파를 살해하려고 하였다. 그러나 담전파는 병을 핑계대고, 자신은 노령을 이유로 이미 은퇴해 있었다고 주장함으로써 이를 벗어났다. 그 후, 후량 태조 주전충은 그 해 12월 29일에 여구를 건주방어사로 임명하였다. 여구는 그 직후 사망하였고, 그의 부장인 아장(牙將) 이언도가 그 자리를 이어받았다.

## 참고 자료
- 《자치통감》 제268권

| 전임 진남군유후 노연창 | 건주의 통치자 911년 ~ 912년 | 후임 건주방어사 이언도 |